# Bâscenii de Sus
Bâscenii de Sus – wieś w Rumunii, w okręgu Buzău, w gminie Calvini. W 2011 roku liczyła 894 mieszkańców.